# Dactyloscopus metoecus
Dactyloscopus metoecus är en fiskart som beskrevs av Dawson, 1975. Dactyloscopus metoecus ingår i släktet Dactyloscopus och familjen Dactyloscopidae. IUCN kategoriserar arten globalt som livskraftig. Inga underarter finns listade i Catalogue of Life.